# Julie Bovasso
Julia Anne Bovasso (Brooklyn, 1 de agosto de 1930-Nueva York, 14 de septiembre de 1991) fue una actriz estadounidense de cine, teatro y televisión.
Inició su carrera como actriz en producciones teatrales en la década de 1950, década de los 1960, década de 1970, década de 1980 y principio de la década de 1990  apareció en varias películas y series de televisión, entre las que destacan Saturday Night Fever, The Verdict, Moonstruck, Staying Alive y Off Beat.
La actriz falleció de cáncer en la ciudad de Nueva York el 14 de septiembre de 1991, a los 61 años. Estuvo casada hasta el día de su muerte con el pintor George Earl Ortman.

## Filmografía

### Cine
| Año  | Título                               | Papel              | Notas             |
| ---- | ------------------------------------ | ------------------ | ----------------- |
| 1970 | Tell Me That You Love Me, Junie Moon | Ramona             |                   |
| 1977 | Saturday Night Fever                 | Flo                |                   |
| 1980 | Willie & Phil                        | Sra. D'Amico       |                   |
| 1982 | The Verdict                          | Maureen Rooney     |                   |
| 1983 | Staying Alive                        | Sra. Manero        |                   |
| 1983 | Daniel                               | Frieda Stein       |                   |
| 1986 | Off Beat                             | Sra. Wareham       |                   |
| 1986 | Wise Guys                            | Lil Dickstein      |                   |
| 1987 | Moonstruck                           | Rita Cappomaggi    |                   |
| 1990 | Betsy's Wedding                      | Abuela             |                   |
| 1990 | My Blue Heaven                       | Madre de Vinnie    |                   |
| 1992 | Article 99                           | Amelia Sturdeyvant | Aparición póstuma |

### Obras de teatro destacadas
- Moon Dreamers
- Schubert's Last Serenade
- Gloria and Esperanza
- Monday on the Way to Mercury Island